# Blindsehen
Blindsehen (Englisch: Blindsight) bezeichnet eine verbliebene Restfunktion visueller Informationsverarbeitung in Teilen des Gesichtsfeldes, die aufgrund einer Rindenblindheit erblindet sind. Die betroffenen Personen haben in diesen Gesichtsfeldbereichen keine bewussten Seheindrücke, da die Intaktheit der primären Sehrinde offenbar eine Voraussetzung dafür ist. Dennoch können sie auf dargebotene visuelle Reize sinnvoll reagieren und etwa deren Ort angeben, oder deren Farbe benennen.
Da der normale (kortikale) Informationsübertragungsweg vom Auge zum Gehirn über die (primäre) Sehbahn unterbrochen ist, wird als neuronale Basis eine Informationsübertragung über noch intakte subkortikale Verbindungen vermutet, die vom Corpus geniculatum laterale im Thalamus zur sekundären Sehrinde verlaufen.
Der Begriff Blindsight wurde von Larry Weiskrantz geprägt und vor allem auch durch die Arbeiten von P. Stoerig am deutschen Patienten FS populär.

## Weitere Versuche
Auch bei gesunden Versuchspersonen konnten durch eine Blockade des Sehzentrums über Transkranielle Magnetstimulation (TMS) ähnliche Ergebnisse erzielt werden. Auch hier sahen die Versuchspersonen bewusst nichts, konnten jedoch die ihnen dargestellte Farbe überwiegend richtig intuitiv erraten. Die Versuchspersonen bestritten, die Informationen wahrgenommen zu haben. Offenbar findet also auch ohne bewusste Wahrnehmung eine Verarbeitung visueller Informationen statt.
1997 haben Sahraie und Weiskrantz durch funktionelle MRT-Untersuchungen gezeigt, dass beim Phänomen des Blindsehens andere anatomische Strukturen als die Sehrinde aktiviert werden. Dabei handelt es sich um den Colliculus superior des Mittelhirns, zu dem retinale Fasern ziehen, welche für Objektbewegungen besonders empfindlich sind. Weitere Untersuchungen 2001 von Morris, DeGelder, Weiskrantz und Dolan
haben ergeben, dass Menschen mit einer Läsion der Sehrinde, die zu einer Hemianopsie geführt hat, gewisse emotionale Inhalte von Gesichtern verarbeiten können, die in jenem Bereich des Gesichtsfelds präsentiert werden, in dem sie bewusst nichts mehr wahrnehmen. Es wurde nahegelegt, dass auch dies durch die Aktivierung von visuellen Zentren im Colliculus superior geschieht, die wiederum auf das limbische System projizieren, insbesondere auf die Amygdala, die eine wichtige Bedeutung für das Empfinden und Verarbeiten von Emotionen besitzt.